# Siemierzycka Góra
Siemierzycka Góra (kaszub. Szëmrëca) – najwyższe wzniesienie Pojezierza Bytowskiego, a zarazem całego Pojezierza Zachodniopomorskiego, o wysokości 256,5 m n.p.m. Jest częścią pojeziernego pasa czołowomorenowego, utworzonego w czasie postoju recesyjnego lądolodu w stadiale pomorskim. Administracyjnie wzniesienie położone w województwie pomorskim, w powiecie bytowskim, w gminie Bytów, w obrębie ewidencyjnym Płotowo.
Na szczycie wzniesienia stała drewniana wieża widokowa o wysokości 16 metrów. Została zbudowana w 2005 roku. W 2014 roku miejscowa prasa donosiła o złym stanie technicznym wieży – spróchniałych barierkach i zniszczonych stopniach schodów. Budżet gminy na 2014 roku przewidywał konieczność naprawy wieży, jednak po ekspertyzach wykonanych na zlecenie Urzędu Miejskiego w Bytowie zdecydowano o całkowitym rozebraniu wieży i wybudowaniu nowej. W 2017 roku z powodu złego stanu konstrukcji wprowadzono całkowity zakaz korzystania z obiektu. Pierwsza wieża widokowa w tym miejscu stanęła jeszcze przed wybuchem I wojny światowej. W sobotę, 11 lipca 2020 roku, uroczystego otwarcia nowo wybudowanej wieży widokowej o konstrukcji metalowej z elementami drewnianymi dokonał burmistrz Bytowa Ryszard Sylka. Świadkami tego wydarzenia była ok. 60-osobowa grupa uczestników wycieczki krajoznawczej organizowanej w ramach „Dni Bytowa”. Aby wejść na wieżę o wysokości 21,3 m trzeba pokonać dokładnie 86 schodków. Z tarasu widokowego umieszczonego na wysokości 17,2 m można podziwiać wspaniałe widoki i w oddali dojrzeć okoliczne wioski.
Na Siemierzycką Górę można wejść od strony Płotowa lub podążając wyznaczoną ścieżką turystyczną „Atrakcje przyrodnicze okolic Rekowa i Płotowa”, która rozpoczyna się przy czynnym w sezonie letnim Punkcie Informacji Turystycznej w Rekowie.
Od strony wschodniej Siemierzycką Górą otaczają jeziora Czarnik, Boruja Mała, Płocica, Wiejskie Jezioro oraz Duża Boruja. Wzniesienie znajduje się w granicach specjalnego obszaru ochrony siedlisk PLH220098 – „Lasy Rekowskie”, a także w otulinie Parku Krajobrazowego „Dolina Słupi”.
W 1950 roku Zarządzeniem Prezesa Rady Ministrów z dnia 3 listopada 1950 roku w sprawie przywrócenia i ustalenia urzędowych nazw miejscowości i obiektów fizjograficznych wprowadzono nazwę Siemierzycka Góra, zastępując poprzednią niemiecką nazwę Schiemritz Berg.